# شهرستان لنینوگورسکی
شهرستان لنینوگورسکی (به لاتین: Leninogorsky District) یک شهرستان در روسیه است که در تاتارستان واقع شده‌است.